# Băta
Băta (în bulgară Бъта) este un sat în partea central-sudică a Bulgariei. Aparține de Obștina Panagiuriște, Regiunea Pazargik.

## Demografie
Componența etnică a satului Băta
     Bulgari (93,66%)
     Nicio identificare (6,33%)
     Altele (0,42%)
La recensământul din 2011, populația satului Băta era de 1.183 locuitori. Din punct de vedere etnic, majoritatea locuitorilor (93,66%) erau bulgari. Pentru 6,33% din locuitori nu este cunoscută apartenența etnică.